# Гідроксиламін
Гідроксиламін — реактивна хімічна речовина з хімічною формулою NH2OH. За кімнатної температури NH2OH зазвичай біла, нестабільна, кристалічна та гігроскопічна сполука. Гідроксиламін та його солі використовують як відновники в багатьох органічних та неорганічних реакціях. Сполука є небезпечною, оскільки вона може вибухнути при нагріванні. Гідроксиламін також подразнює дихальні шляхи, шкіру, очі та інші слизові оболонки. Він може абсорбуватися через шкіру та є шкідливим при попаданні всередину. Гідроксиламін — мутаген.

## Використання
В промисловості гідроксиламін використовується при виробництві полімеру капрону. Він реагує з циклогексаноном з утворенням оксиму, що потім переводять шляхом перегрупування Бекмана в капролактам, який вже полімеризують в капрон.